# Christoph von Schroffenstein

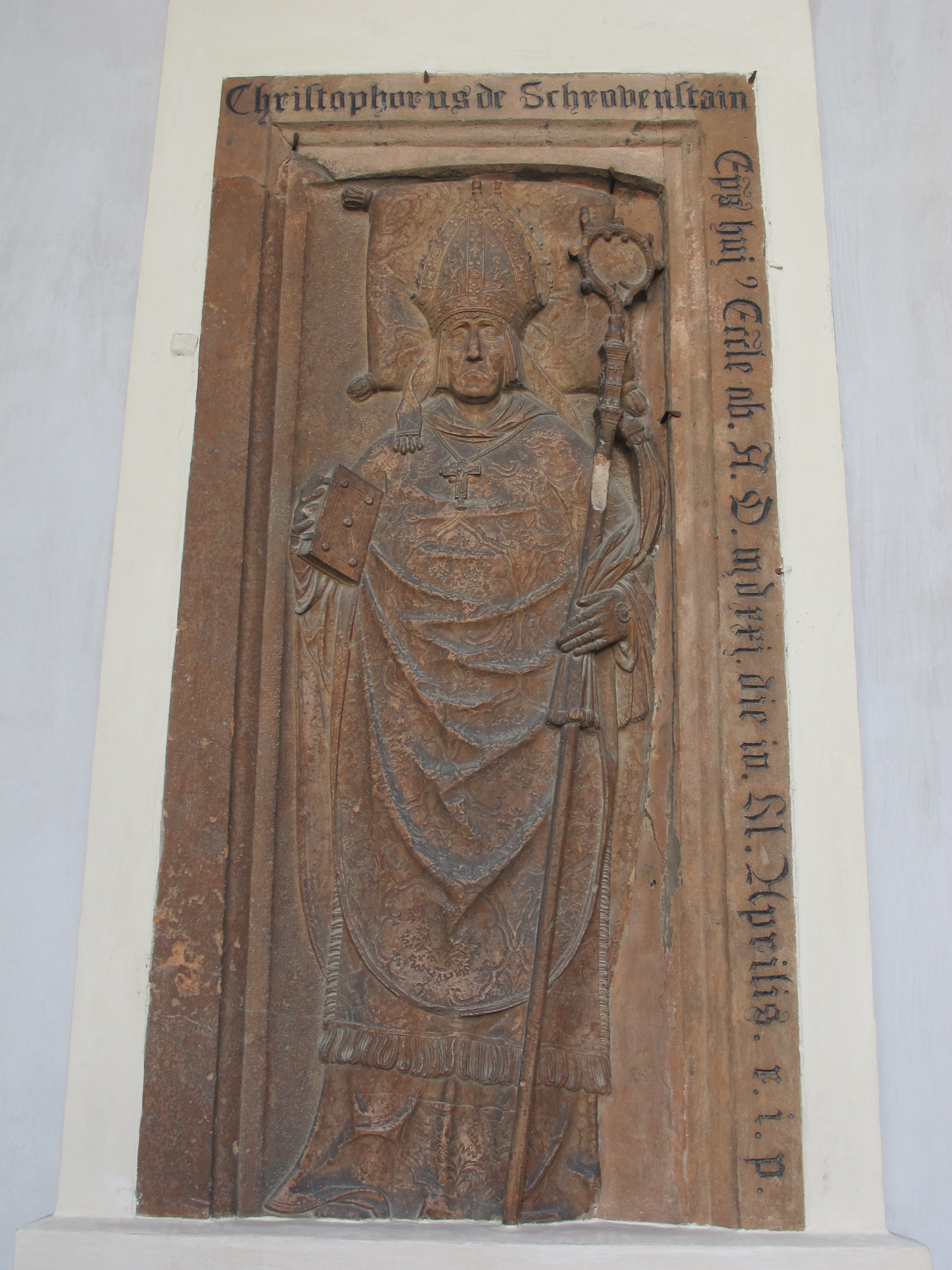
Bischof Christoph von Schroffenstein (Epitaph im Brixener Kapitelshaus – 16. Jh.)

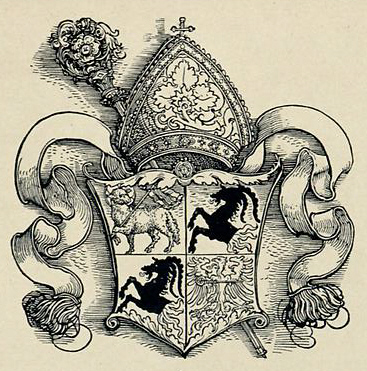
Wappen des Bischofs Christoph von Schroffenstein

Christoph von Schroffenstein, auch Christoph von Schrofenstein (* um 1460 auf Burg Schroffenstein; † 29. März 1521 in Innsbruck) war Fürstbischof von Brixen.
Christoph von Schroffenstein wurde auf der Burg seiner Väter in der Nähe von Landeck in Nordtirol geboren. 1480 erhielt er am Dom von Brixen sein erstes Kanonikat. 1493 wurde er Doktor beider Rechte und bekam ein Kanonikat an der Kathedrale von Trient. Ab 1495 trat er als Berater des Kaisers Maximilian in Erscheinung, ein Jahr später wurde er Koadjutor des Ulrich von Liechtenstein, der damals Fürstbischof von Trient war. 1509 folgte er Melchior von Meckau in dem Amt des Fürstbischofs von Brixen nach. Seine Priester- und Bischofsweihe fand 1511 statt; im gleichen Jahr hielt er eine Diözesansynode ab und sorgte für den Druck eines neuen Missale. In seine Zeit als Fürstbischof fällt der Krieg gegen Venedig und der Versuch des Kaisers, das Hochstift Brixen in den Dienst der Tiroler Landesfürsten und der Landesverteidigung zu stellen, ebenso wie rege Bautätigkeit am Schloss Bruneck. Das Wappen des Christoph von Schroffenstein ist an zwei Stellen der Anlage angebracht.
Christoph von Schroffenstein starb nach längerer Krankheit. Sein Grabstein wurde von Hans Valkenauer aus Salzburg gestaltet und ist heute an der Fassade des Doms von Brixen zu sehen.